# Waʾil
Die Wa’il (arabisch وائل, DMG Wāʾil) waren zu Zeiten Mohammeds ein arabischer Stamm Yathribs (Medina). Sie gehörten zu dem Stammesverbund der Banu Aus, welche sich bei der Huldigung von Aqaba Mohammed anschlossen und somit seine Hidschra ermöglichten. Laut Ibn Ishaq zogen sie, die zu den al-Ansar, den Helfern zählten, in der Grabenschlacht gegen ihre ehemaligen Verbündeten und Stammesgenossen in Medina.

### Islamische Quellen
- Ibn Ishaq, Gernot Rotter (Übersetzer): Das Leben des Propheten. As-Sira An-Nabawiya. Spohr, Kandern im Schwarzwald 1999, ISBN 3-927606-22-7